# Miguel Miramón

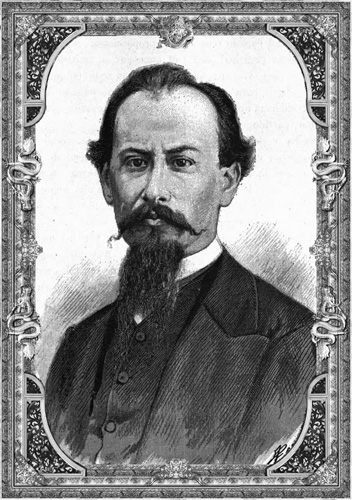
Miguel Miramón.

Miguel Gregorio de la Luz Atenógenes Miramón y Tarelo, född 29 september 1832 i staden Mexiko, död 19 juni 1867 i Querétaro, var en mexikansk militär och politiker, landets konservative president 1859–1860 och 1860.
Miramón, som var sonson till en fransk invandrare, hade 1855 nått överstes grad och tog då framträdande del i upprorsförsök först mot presidenten Álvarez och sedan mot dennes efterträdare Comonfort. Han bidrog kraftigt 1858 att föra den klerikale general Zuloaga till makten och utnämndes av honom till brigadgeneral, valdes i januari 1859 till provisorisk president och åtog sig i februari den osäkra posten, medan det liberala motpartiet under Benito Juárez uppsatte sin egen regering i Veracruz. Efter strider med växlande vapenlycka blev Miramón den 22 december samma år i grund slagen av general Ortega vid Calpulalpan och nödgades fly till Europa, där han ivrigt arbetade på en engelsk-fransk-spansk intervention i Mexiko. Han anslöt sig 1864 till kejsar Maximilian, var en tid mexikanskt sändebud i Berlin, återvände i november 1866 och blev då kejsarens främste militäre medhjälpare i striden mot juaristerna. Slagen av general Escobedo vid San Jacinto i Rincón de Romos den 1 februari 1867, nödgades han retirera till Queretaro, inneslöts där jämte kejsaren och blev efter stadens fall avrättad samtidigt som denne. 